# سیمون آندرئو
سیمون آندرئو (اسپانیایی: Simón Andreu‎؛ زادهٔ ۱ ژانویهٔ ۱۹۴۱) بازیگر اهل اسپانیا است. وی در سال ۲۰۱۳، به پاس یک عمر فعالیت حرفه‌ای، موفق به دریافت «جایزه نوسفراتو» در جشنواره بین‌المللی سینمای فانتزی کاتالونیا شد.

## گزیدهٔ فیلم‌شناسی
- دختران تلفنچی (۲۰۱۷)
- قول (۲۰۱۶)
- نفوذی (۲۰۱۶)
- نور سرد روز (۲۰۱۲)
- سرگذشت نارنیا: شاهزاده کاسپین (۲۰۰۸)
- وقار وحشی (۲۰۰۷)
- اشباح گویا (۲۰۰۶)
- مأموران مخفی (۲۰۰۴)
- نکته باریک (۲۰۰۴)
- نرون (۲۰۰۴)
- فراتر از احیاگر (۲۰۰۳)
- روزی دیگر بمیر (۲۰۰۲)
- سنگ‌ها (۲۰۰۲)
- دریا (۲۰۰۰)
- مارکیز (۱۹۹۷)
- تیرانداز (۱۹۹۵)
- شارپ (۱۹۹۳)
- خون و شن (۱۹۸۹)
- گروگان‌هایی در باریو (۱۹۸۷)
- سفر به هیچ‌کجا (۱۹۸۶)
- گوشت و خون (۱۹۸۵)
- پیروزی مردی به نام اسب (۱۹۸۳)
- گناه است… اما آن را دوست دارم (۱۹۷۷)
- آن سوی آینه (۱۹۷۳)
- قاتلان ویژه (۱۹۷۳)
- عشق خوب (۱۹۶۳)